# Pinus longaeva

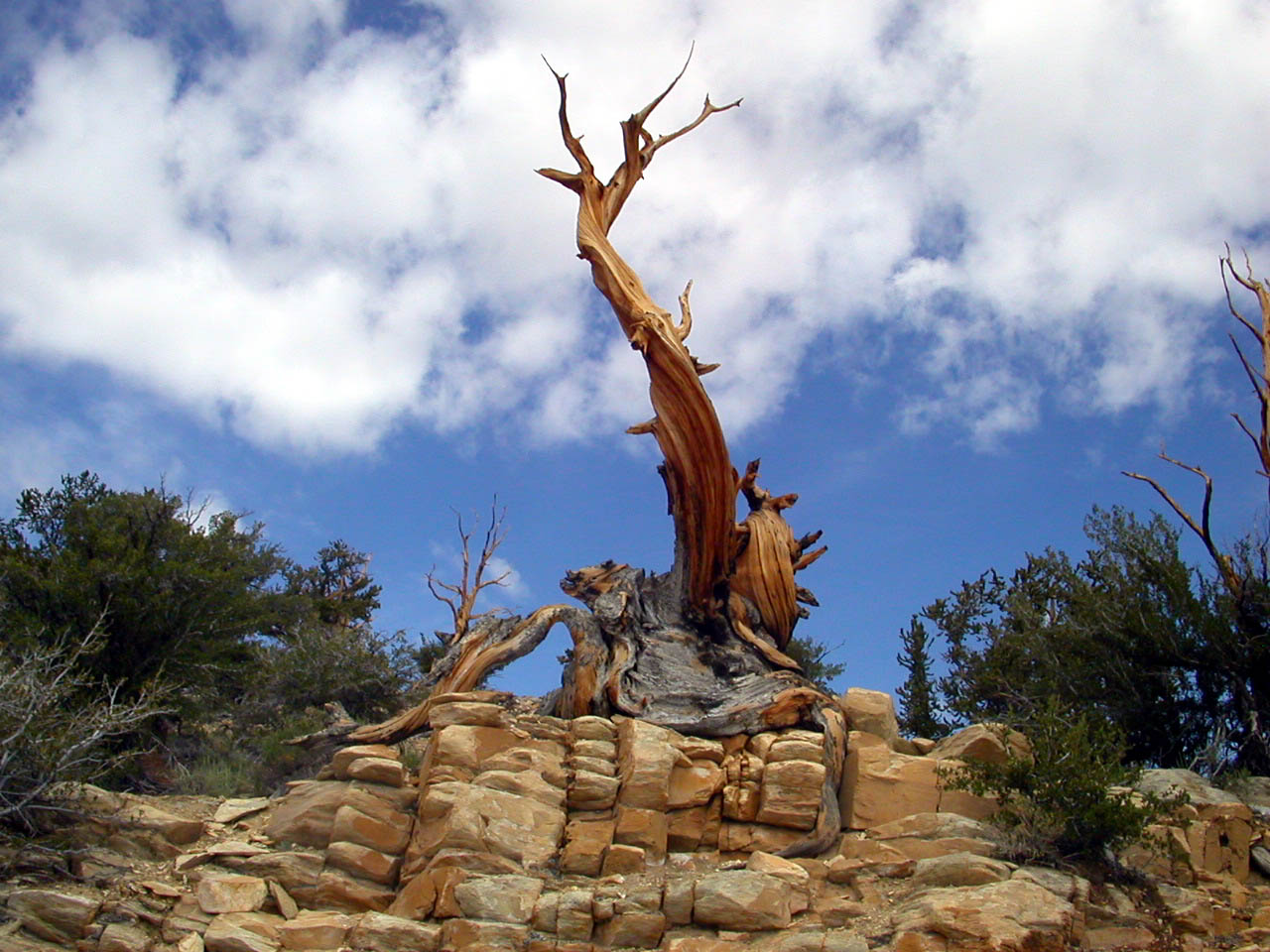
Pinus longaeva a White Mountains, Califòrnia

El pi americà (Pinus longaeva) és una espècie de conífera de la família Pinaceae nadiua de les altes muntanyes del sud-oest dels Estats Units. L'espècie està estretament relacionada amb el pi bristlecone. Un membre d'aquesta espècie anomenat arbre Methuselah (arbre Matusalem), es creu que és l'ésser, encara viu, i no clonal més antic de la Terra, amb una edat de 4.789 anys. De fet, el seu nom científic significa "pi de llarga vida".
De vegades es troba en el límit arbori.

## Descripció
És de mida mitjana fa de 5 a 15 m d'alt. Les fulles són en fascicles de cinc i són les fulles més persistents entre les plantes, ja que algunes romanen verdes 45 anys.
Difereix de Pinus aristata en què les fulles tenen sempre dos canals resinosos i no estan interromputs per tant no es veu la resina en les fulles.